# الشرقي سمهود
قرية الشرقي سمهود هي إحدى القرى التابعة لمركز أبو تشت في محافظة قنا في جمهورية مصر العربية. حسب إحصاءات سنة 2006، بلغ إجمالي السكان في الشرقي سمهود 13435 نسمة، منهم 6666 رجل و6769 امرأة.